# 高島知宏
高島 知宏（たかしま ともひろ）は、日本の漫画家。代表作に『パンダ漬け』、『けんしょうむすめ』など。

## 作風
主に『ヤングアニマル』、『ヤングアニマル嵐』で作品を掲載している。『パンダ漬け』はパンダが定職に就かない亭主であるという設定など、個性的な作品が多い。『ままははストライク』は同級生が父親の再婚相手になるという設定だった。

## 主な作品
- ままははストライク
- けんしょうむすめ
- パンダ漬け
- 暮らしの中のちっちゃいおっさん